# برونو كيزو
برونو كيزو (بالإيطالية: Bruno Chizzo)‏ (مواليد 19 أبريل 1916) هو لاعب كرة قدم. يلعب مع منتخب إيطاليا لكرة القدم. سبق له أن لعب في كأس العالم لكرة القدم مع منتخب بلاده.

## روابط خارجية
- برونو كيزو على موقع قاعدة بيانات كرة القدم.إي يو (الإنجليزية)
- برونو كيزو على موقع عالم كرة القدم.نت (الإنجليزية)